# Мануфактура Жуи

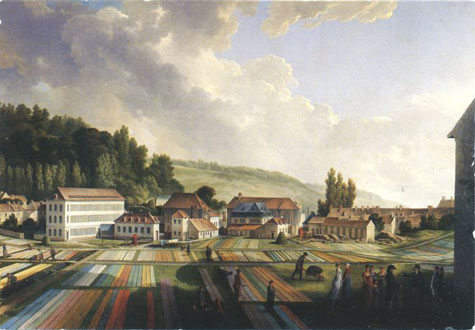
Жан-Батист Юэ. Мануфактура Оберкампфа в Жуи-ан-Жоза. 1807. На картине видны длинные полотнища ткани, расстеленные на земле для просушки

Мануфактура Жуи́ (фр. Manufacture Jouy-en-Josas), также Мануфактура Оберка́мпфа (Manufacture Oberkampf) — французская мануфактура по производству хлопковых и льняных набивных тканей (тканей с печатным рисунком), основанная близ Версаля в 1760 году немецким предпринимателем, рисовальщиком и гравёром Кристофом-Филиппом Оберкампфом (1738—1815). С 1783 года фабрика имела статус «королевской». В 1815 году, после кончины руководителя фабрики, производство прекратилось, однако позднее возобновилось и просуществовало до 1843 года

## История
Кристоф-Филипп Оберкампф происходил из лютеранской семьи потомственных красильщиков шерсти из Вюртемберга. В Базеле (Швейцария) он изучал производство так называемых «индийских тканей» (фр. tissus indiens) в России их называли «индианскими» — тканей с печатным рисунком в подражание дорогим индийским и персидским, запрещённым к ввозу во Францию в XVII веке.
Способ декорирования красочных тканей печатью (набойкой) с резных деревянных досок был известен ещё в Средневековье. В странах Востока дорогие ткани декорировали также вышивкой и ручной росписью с использованием резервирующих составов — батиком. И хотя ввоз в страны Западной Европы красочных тканей из стран Востока, Индии, Персии и Китая, в XVIII веке увеличился, такие ткани были крайне дороги, и это стимулировало спрос на поиск способов производства более дешёвых, аналогичных тканей местного производства.
В 1756 году Оберкампф отправился в Мюльхаузен, в те времена бывший крупным текстильным центром, где начал работать на мануфактуре Кёклена и Дольфюса. В октябре 1758 года он оставил Швейцарию и перебрался в Париж, где устроился «колористом» в печатные мастерские Коттена.
После того как 9 ноября 1759 года производство печатных тканей было узаконено во Франции, Оберкампф, которому был всего двадцать один год, предложил швейцарскому гвардейцу корпуса охраны короля Людовика XVI Антуану де Герну по прозвищу Таванн объединить усилия для создания в городке Жуи-ан-Жоза близ Версаля фабрики по производству «индийских тканей». Первые образцы хлопковых тканей с печатным рисунком были выпущены 1 мая 1760 года и имели успех, который позволил Оберкампфу в 1764 году расширить фабрику.
Другим компаньоном Оберкампфа в 1762—1790 годах был Сарразен де Марэ. Штат мастеров и сотрудников мануфактуры к 1774 году достиг 900 человек, позднее вырос до 1200 человек.

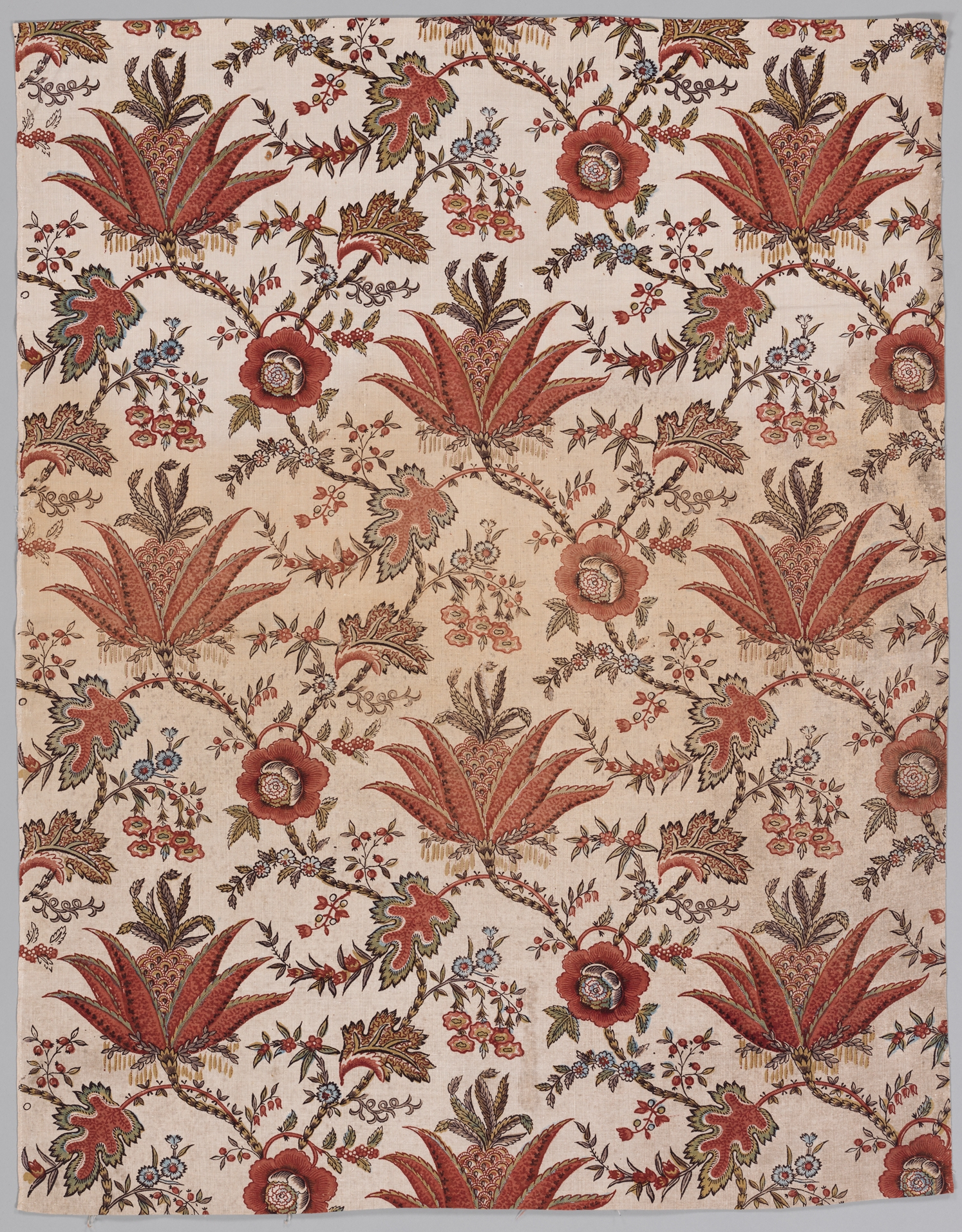
Фрагмент ткани, подражающей расписанному вручную индийскому чинцу. 1785. Метрополитен-музей, Нью-Йорк

Набивные хлопковые ткани «жуи» (и хлопковые ткани вообще) во Франции называли «туалью» (фр. toile — полотно, холст, парусина), а продукцию мануфактуры — «туаль де Жуи» (фр. Toile de Jouy), хотя «туалями», вопреки этимологии, называли в то время в большинстве стран Европы тонкие шёлковые ткани восточного производства. Ещё одно название, отголосок ранней истории текстильного производства во Франции, — «чинз», или «чинц» (англ. chintz, от chīnt — пёстрый, пятнистый) — дорогостоящая индийская ткань из хлопка.

### Техника печати

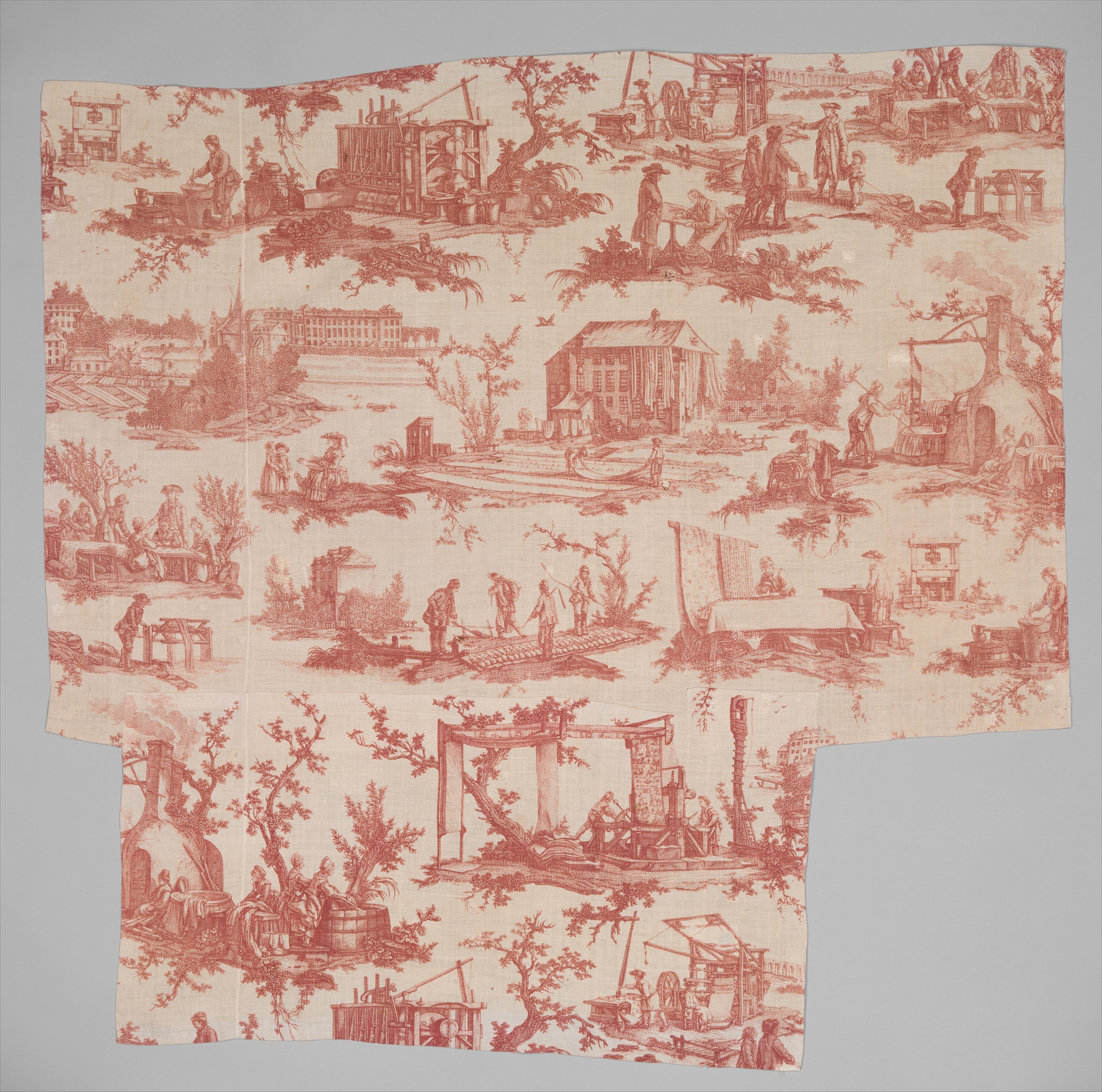
Фрагмент льняной ткани по рисунку Жан-Батиста Юэ, изображающий этапы производства туали. 1783. Метрополитен-музей, Нью-Йорк

В 1770 году Оберкампф ввёл многокрасочную печать с медных форм, гибких гравированных пластин, которые можно было закрепить на непрерывно вращающемся цилиндрическом барабане. Сначала печатали контур, а затем, последовательно, одну за другой, нужные краски. Вскоре появилась техника «пико», или «пикотаж» (фр. picotage — покалывание) — фон рисунка заполнялся множеством точек от печатной формы, сделанной из коротких латунных штырей наподобие щётки. В 1797 году Оберкампф изобрёл технологию непрерывного печатания с вращающегося цилиндрического вала, на поверхности которого имелся награвированный рисунок. Такая машина за сутки могла напечатать около 5 км ткани. Это произвело подлинный переворот в текстильном производстве. После изобретения линолеума печать стали производить не только с медных, но также и с кожаных пластин.

### Рисунки

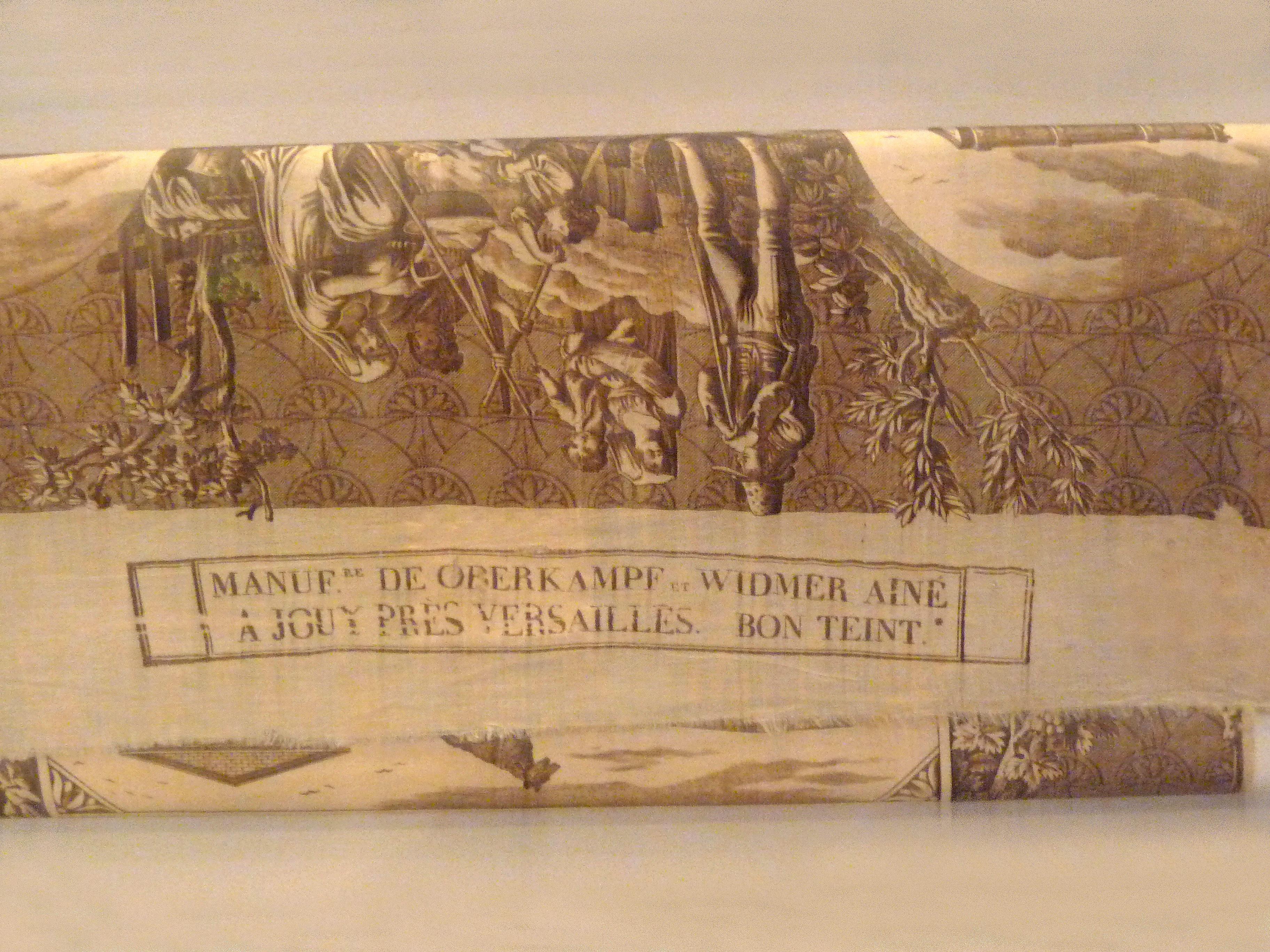
Рулон ткани с клеймом мануфактуры Оберкампфа. 1811. Музей набивных тканей, Мюлуз

Первые туали Оберкампфа подражали чинцу в рисунках и раскраске, хотя индийский чинц всегда раскрашивался вручную с использованием дорогих натуральных красителей. Однако вскоре, благодаря насыщенному рисунку, популярными стали и монохромные ткани, которые печатали в одном основном цвете: сепии, красном, синем или оливковом. Декор строили по принципу раппорта.
С мануфактурой Жуи сотрудничали многие французские художники. Вначале на мануфактуре использовали гравюры в стиле неоклассицизма, в частности «неогрек» по мотивам росписей древних Помпей и Рима. Затем, в 783 году Оберкампф привлёк к созданию оригинальных рисунков выдающегося живописца, рисовальщика и гравёра Жана-Батиста Юэ, который рисовал «живые сцены» в Батальный жанр батальном и пасторальном жанрах, «в духе возврата к природе, провозглашённом идеологами французского Просвещения». Рисунки Юэ незатейливы, ярки и декоративны, обычно в два цвета: синий и красный, и построены по принципу раппорта.
Последующие рисунки тканей фабрики Оберкампфа разнообразны: это цветы, птицы, гирлянды, персонажи из модных романов и басен, аллегории времён года и частей света, экзотические сюжеты в китайском стиле (шинуазри), охота, архитектурные памятники, изображение пасторальных сцен и современных событий (к примеру, первые запуски монгольфьера).
После революции мануфактура пришла в упадок, однако после 1799 года, во времена расцвета Первой империи, когда на смену рококо пришёл стиль ампир, спрос на ткани снова вырос. Продукция этого времени отличается разнообразием рисунков и высоким качеством цветной печати.
В 1806 году Наполеон Бонапарт наградил Оберкампфа орденом Почётного легиона. В 1815 году, после кончины руководителя фабрики, производство прекратилось. Несколько позднее возобновилось и просуществовало до 1843 года.
Некоторые мотивы, разработанные на мануфактуре, и поныне используются в производстве обоев и тканей — как скрупулёзно скопированные, так и использованные в качестве отправной точки для новых рисунков. Отголоски традиционных мотивов «жуи» можно найти в фаянсовых изделиях, бумажной продукции и даже на обуви.